# جون دبليو. براون (نقابي)
جون دبليو. براون (بالإنجليزية: John W. Brown)‏ هو نقابي أمريكي، ولد في 1867 في كندا، وتوفي في 19 يونيو 1941.